# دوريان ويلسون
دوريان ويلسون (بالإنجليزية: Dorian Wilson)‏ هو موزع أمريكي، ولد في 1964.